# راسيل إس. هيوز
راسيل إس. هيوز (بالإنجليزية: Russell S. Hughes)‏ هو كاتب سيناريو أمريكي، ولد في 15 يناير 1910، وتوفي في 16 أبريل 1958.

## وصلات خارجية
- راسيل إس. هيوز على موقع IMDb (الإنجليزية)
- راسيل إس. هيوز على موقع قاعدة بيانات الفيلم (الإنجليزية)